# Malacca (ville)
Pour les articles homonymes, voir Malacca.
Malacca (jawi : ملاك بندراي برسجاره, Melaka Bandaraya Bersejarah) est la capitale de l'État malaisien de Malacca. C'est le plus ancien port de Malaisie, fondé vers 1400. Elle a longtemps joué un important rôle stratégique du fait de sa position dans le détroit de Malacca.
La ville est le chef-lieu d'un des trois districts de l'état : Central Melaka.
La ville est marquée par environ 130 ans de colonisation portugaise, et conserve une certaine empreinte de cette époque coloniale.

## Histoire
Malacca était au début du XVIe siècle la capitale-métropole d’un État dont l’influence se faisait sentir jusqu’à l’extrême limite de l’archipel indonésien. La ville était peuplée de 100 000 à 200 000 habitants. La majeure partie de la population de Malacca se composait de Malais de la classe laborieuse (y compris des esclaves). Elle comprenait également des résidents étrangers : des Tamouls, des Javanais, des Chinois. Le commerce extérieur constituait le revenu principal du sultanat de Malacca. Un système complexe de taxation différenciait les bateaux en provenance de l’ouest et de l’est. Les taxes douanières représentaient 90 % des revenus du sultanat. Les sultans prenaient part aussi au commerce : ils possédaient des bateaux qui faisaient le va-et-vient entre Malacca et la côte indienne du golfe du Bengale — Notamment la Côte de Coromandel. Vers 1500, Malacca était un des points stratégiques du commerce maritime asiatique, par ses liens avec la Chine et avec l’Indonésie orientale et aussi l’Inde, le golfe Persique et la mer Rouge, là où il y avait d’autres États marchands petits et compacts, comme le Yémen sur la mer Rouge et Ormuz dans le golfe Persique.
En 1511, Afonso de Albuquerque conquiert la ville en expulsant le Sultan Mahmud Shah (en). Après la prise de Malacca, les Portugais se font des alliés au sein de la communauté marchande de la ville : des Tamouls, ou des Kélings, marchands renommés. C’est par l’intermédiaire des Kélings, qu’Albuquerque et son représentant à Malacca, cherchèrent à établir des contacts dans d’autres lieux du littoral du golfe de Bengale, dans les îles de l’Asie du Sud-Est et en Extrême-Orient. Des bateaux se rendirent à Martaban en Birmanie, à Pulicat au sud-est de l’Inde, aux Moluques… Ces expéditions se poursuivent jusqu’en 1518. De celles-ci naît peu à peu le système des carreiras (routes maritimes du commerce de la royauté) reliant les ports asiatiques comme Pulicat et Malacca, ou Malacca et Chittagong (au Bengale). Malacca restera durant 130 ans sous domination portugaise.
En 1641 elle tombe finalement sous le contrôle des Pays-Bas, puis en 1824 elle devient colonie britannique.
Elle ne redevient malaise qu'au moment de l'indépendance, en 1957.
Dans la ville, la toponymie fait que de nombreux lieux portent des noms portugais, tout comme une part importante de la population (surtout des chrétiens) porte un patronyme ou nom portugais, sans doute des restes de la colonisation portugaise. Autrefois encore parlé (jusqu'aux années 1940-1950), la langue portugaise a quasiment disparu, mais est néanmoins parlée, avec le kristang au Quartier Portugais de Malacca (en), et où ses habitants, les Kristang (en) ont gardé d'innombrables traditions de leurs ancêtres portugais, comme la Festa de São Pedro ou le folklore.
Si Malacca fut ensuite sous domination coloniale néerlandaise pendant plus de 150 ans, elle conserve beaucoup moins de traces de cette période.

## Transports
La ville est desservie par l'aéroport international de Malacca.

## Lieux d'intérêt
- Musée du Palais du sultanat de Malacca

## Vues

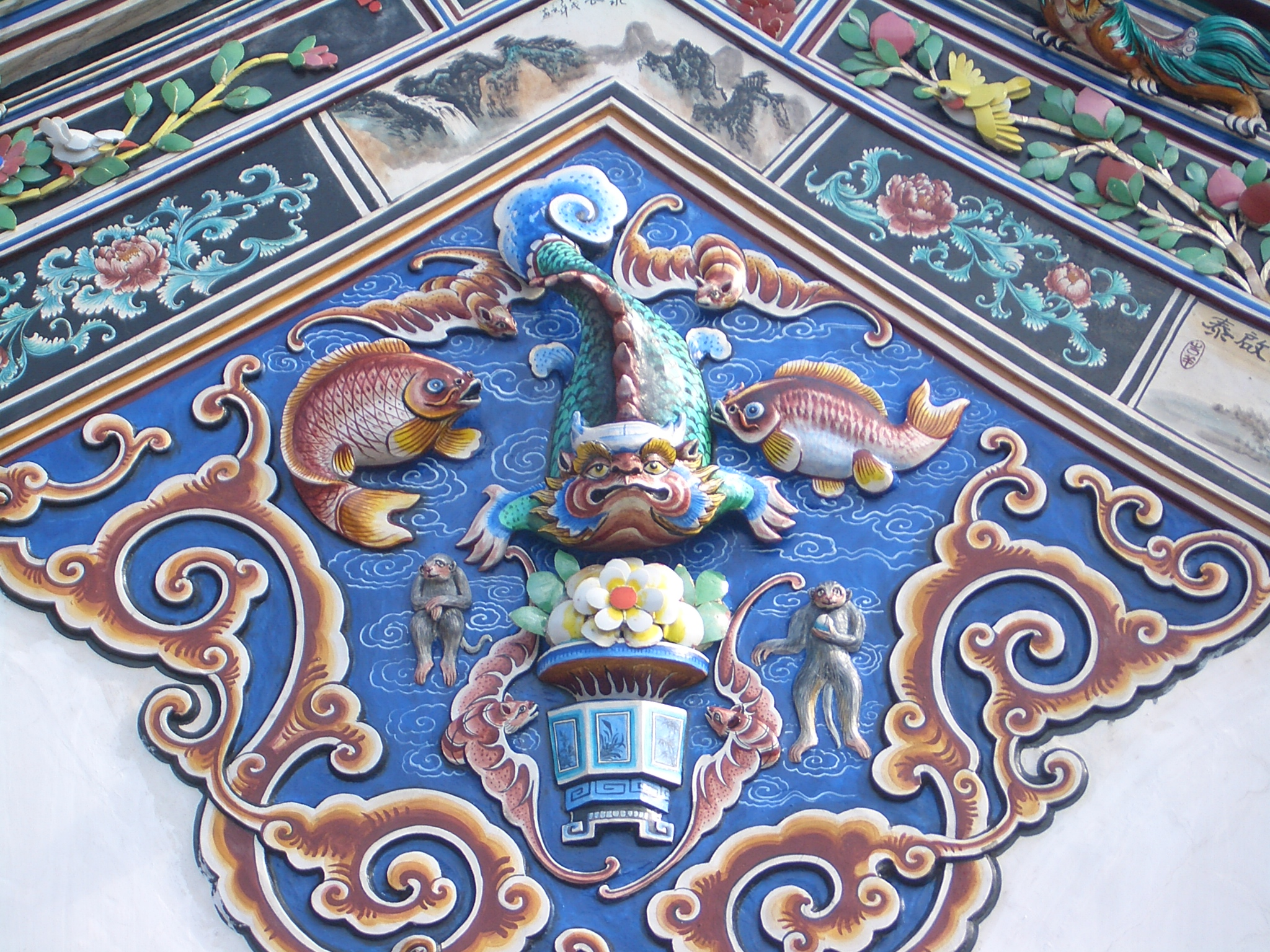
Bas-relief du temple chinois Poh San Teng.
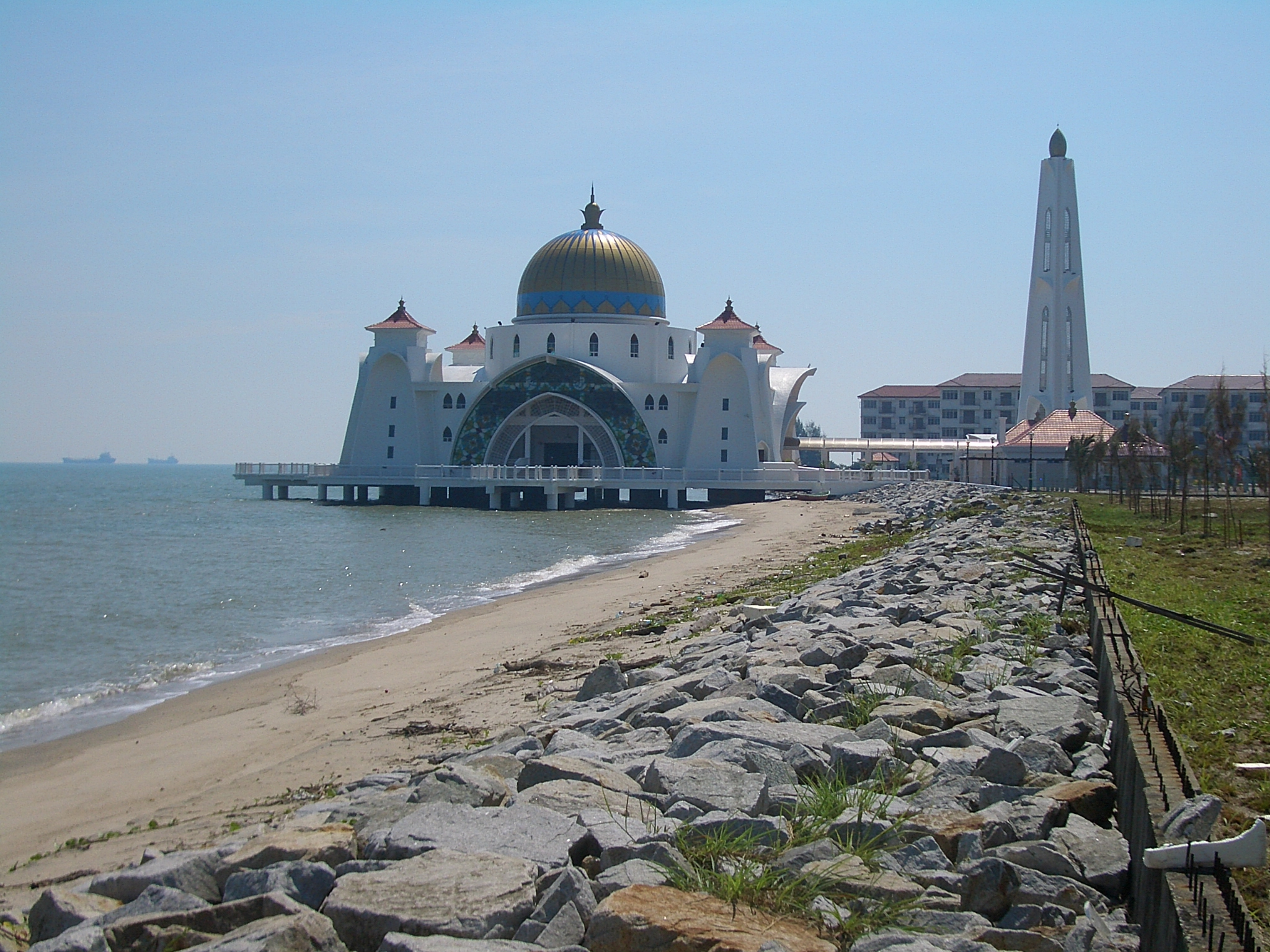
Malacca Straits Mosque.
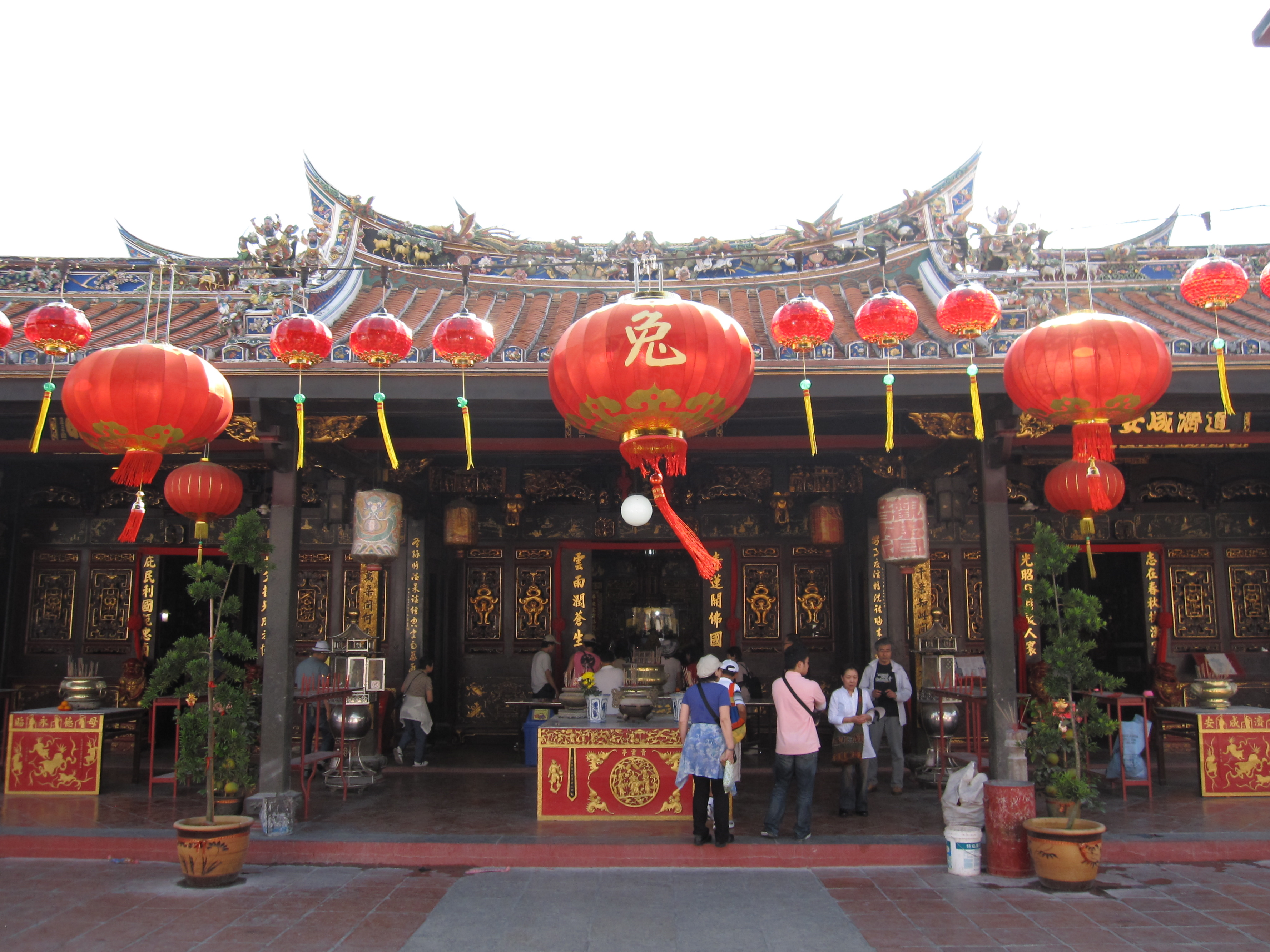
Le temple Cheng Hoon Teng dans le quartier chinois.
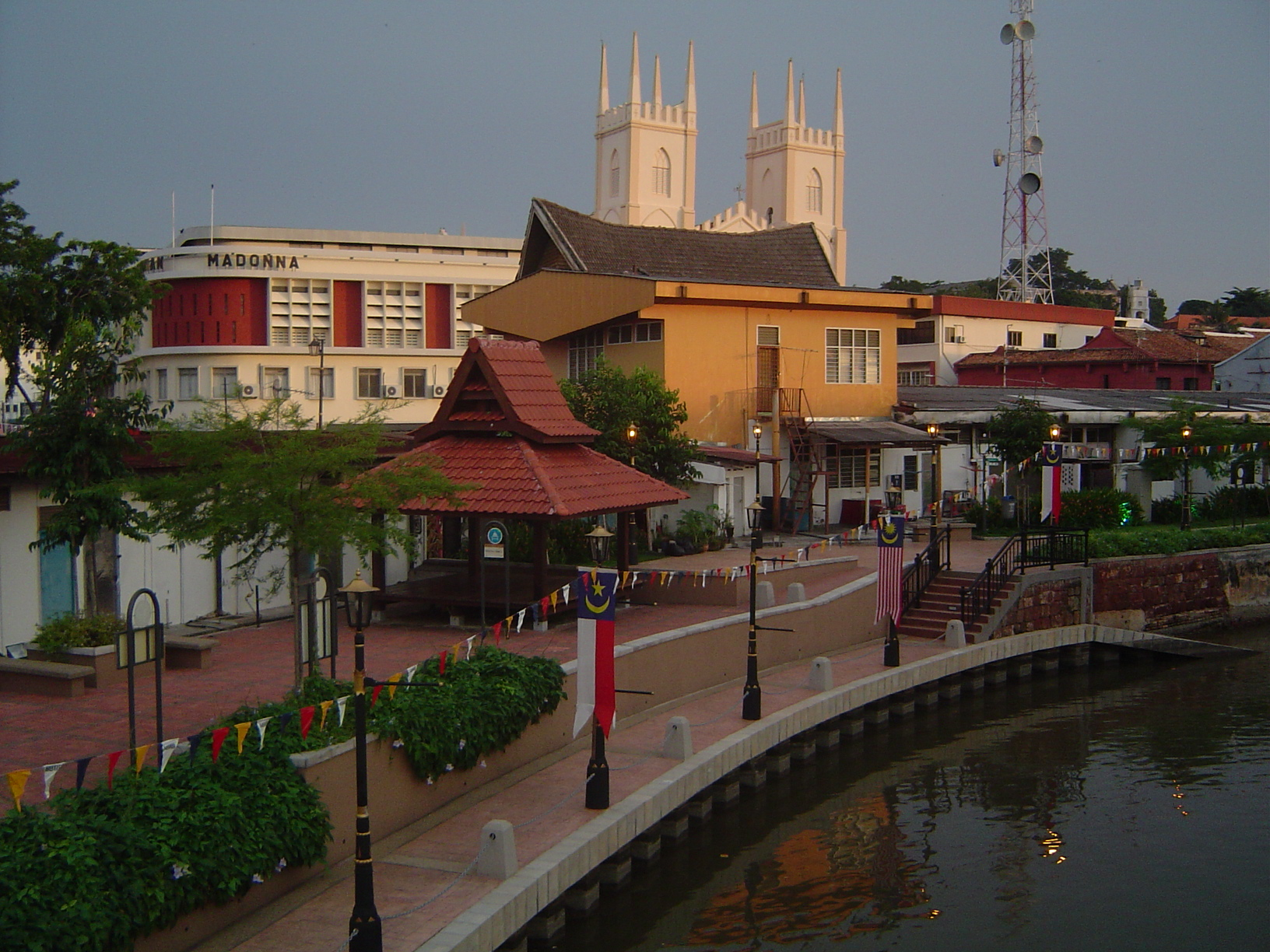
Rive du fleuve avec l'église catholique en arrière-plan.
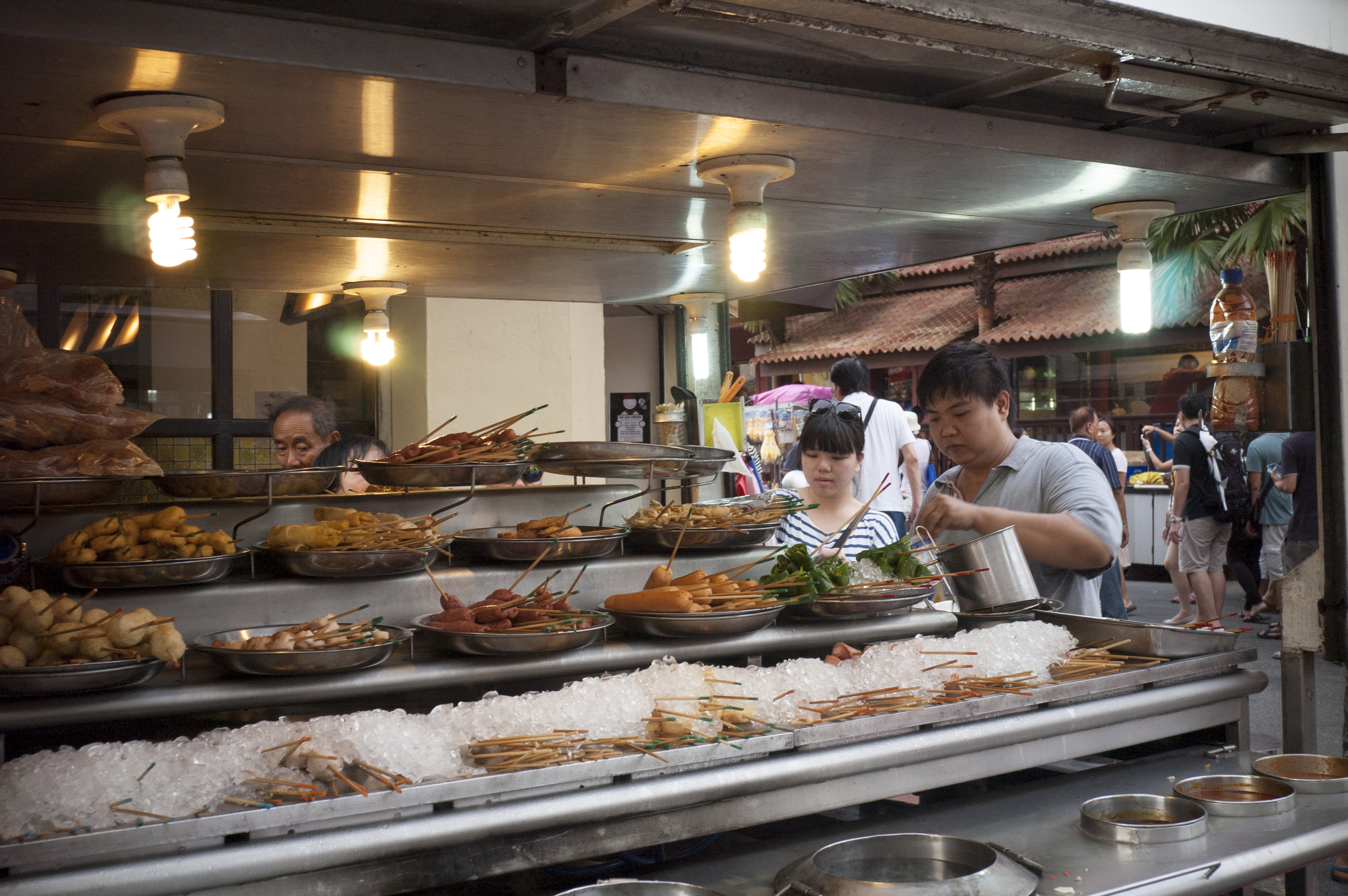
Stand de lok-lok à Malacca

## Jumelages
| Ville | Ville          | Pays | Pays        | Période                |
| ----- | -------------- | ---- | ----------- | ---------------------- |
|       | Changsha       |      | Chine       | depuis 2004            |
|       | Chiraz         |      | Iran        |                        |
|       | Hoorn          |      | Pays-Bas    |                        |
|       | Jiangsu        |      | Chine       | depuis 2001            |
|       | Kachgar        |      | Chine       |                        |
|       | Kuala Lumpur   |      | Malaisie    | depuis 1989            |
|       | Lisbonne       |      | Portugal    | depuis 1984            |
|       | Nankin,        |      | Chine       | depuis 2001            |
|       | Padang Panjang |      | Indonésie   | depuis 2004            |
|       | Sawahlunto     |      | Indonésie   | depuis 2004            |
|       | Valparaíso     |      | Chili       | depuis le 23 juin 1991 |
|       | Vigan          |      | Philippines |                        |
|       | Yangzhou       |      | Chine       | depuis 2008            |
|       | Zandjan        |      | Iran        |                        |

## Personnalités liées à la ville
- Francisco Serrão (-1521)
- Fernand de Magellan (1480-1521)
- Lai Siu Chiu (née en 1948), magistrate singapourienne, première femme juge à la Cour suprême de Singapour.
- Charlotte Vere femme politique britannique